# テロリスト・ゲーム
『テロリスト・ゲーム』（原題：Alistair Maclean's Death Train、別題：Detonator）は、1993年のテレビ映画である。ソ連のクーデター終了後の核を巡る葛藤を描く作品。

## あらすじ
ドイツ・ブレーメンにある核研究所から核が盗み出された。盗み出したライツッヒ博士は核爆弾を完成させた。何かをたくらむ反乱将校ベニンは傭兵のティアニーを雇い、労働者を乗せた列車をハイジャックした。この情報をいち早く掴んだ国連犯罪対策機構UNACOの隊員らは現場に駆けつけ、テロリスト達と戦闘を開始した。

## 出演
| 役名                       | 俳優                     | 日本語吹替 | 日本語吹替   | 日本語吹替 |
| 役名                       | 俳優                     | ソフト版   | テレビ東京版 | 機内上映版 |
| -------------------------- | ------------------------ | ---------- | ------------ | ---------- |
| マイケル・グラハム         | ピアース・ブロスナン     | 佐藤祐四   | 大塚明夫     | 神谷明     |
| マルコム・フィルポット     | パトリック・スチュワート | 麦人       | 佐古正人     |            |
| サブリナ・カーヴァー       | アレクサンドラ・ポール   | 勝生真沙子 | 深見梨加     |            |
| アレックス・ティアニー     | テッド・レヴィン         | 渡部猛     | 宝亀克寿     |            |
| コンスタンチン・ベニン将軍 | クリストファー・リー     | 城山堅     | 小林清志     |            |

- テレビ東京版：初回放送1997年10月23日『木曜洋画劇場』